# Господчиков, Александр Николаевич
Александр Николаевич Господчиков (31 мая 1958, Ульяновск — 8 сентября 2011, Красногорск) — советский и российский игрок в хоккей с мячом, вратарь, тренер, заслуженный мастер спорта СССР (1989).

## Карьера
Заниматься хоккеем с мячом начал в 1967 году в школе ульяновской «Волги».
Игровую карьеру начал в составе мастеров «Волги» в сезоне 1975/76, выступая за команду до 1981 года.
В связи с призывом на срочную военную службу, продолжил карьеру в алма-атинском «Динамо», но получив тяжёлую бытовую травму головы, был уволен в запас с военной службы и вынужден был покинуть команду до старта чемпионата СССР сезона 1981/82.
Восстановившись от травмы, пропустив один сезон игровой карьеры на высшем уровне, с 1982 по 1985 год защищал ворота кемеровского «Кузбасса». Несмотря на предвзятое отношение к Господчикову руководителей клубов и нежеланием зачислять его в свои команды, вследствие полученной им ранее тяжёлой травмы, в «Кузбассе», где главным тренером в 1982 году стал Игорь Малахов, доверили Господчикову вратарскую линию команды.
С 1985 по 1999 год был игроком красногорского «Зоркого», добившись с подмосковной командой наивысших достижений в клубной карьере, дважды побеждая в чемпионатах страны (сезоны 1991/92, 1992/93), Кубке европейских чемпионов (1992) и Кубке мира (1990). Перерывы в выступлениях за «Зоркий» были связаны с отчислениями из команды в начале сезонов 1993/94 и 1995/96 с последующими возвращениями в команду для разрешения проблем во вратарской линии, а также травмой в сезоне 1997/98 и завершением игровой карьеры с очередным возвращением в команду на место травмированного основного вратаря.
В чемпионатах СССР/СНГ провёл 323 матча («Волга» — 94, «Кузбасс» — 71, «Зоркий» — 158), в чемпионатах России — 82 матча (все — «Зоркий»).
В последний сезон выступлений за «Волгу» получил приглашение в сборную СССР для участия в чемпионате мира 1981 года, по итогам которого стал серебряным призёром турнира.
Чемпионат мира 1983 года пропускал из-за травмы.
Выступая за «Кузбасс», стал первым вратарём в истории клуба, приглашённым в национальную сборную для участия в чемпионате мира (1985) и играх Международного турнира на приз газеты «Советская Россия» (1984), где победил на каждом из турниров, дебютировав в роли основного вратаря сборной СССР.
Всего принял участие в шести чемпионатах мира, на которых провёл 21 матч. Чемпион мира 1985, 1989 и 1991 годов, серебряный призёр чемпионатов мира 1981 и 1993 годов, бронзовый призёр чемпионата мира 1987 года.
Всего за сборную СССР провел 70 матчей, за сборную России — 7 матчей.
Восемь раз входил в число 22-х лучших игроков сезона, всегда признаваясь лучшим вратарём сезона.
В сентября 1999 года стал тренером школы «Зоркого», в сезоне 2005/06 — тренер вратарей в тренерском штабе «Зоркого».
Также играл в хоккей на траве. Выступал за «Волгу» в 1976—1980 годах, серебряный призёр чемпионата СССР (1976), победитель Спартакиады народов СССР (1979), международного турнира «Дружба» среди юниоров (1976), чемпион СССР среди юношей (1974).
Скоропостижно скончался на 54-м году жизни 8 сентября 2011 года в Красногорске. Похоронен на кладбище городского поселения Нахабино Красногорского района Московской области.

## Отзывы и критика
«Про Александра Господчикова могу сказать одно — это был настоящий мастер своего дела. Неровная у него вышла карьера, в чем он только сам виноват, но долгая и яркая, тем не менее. Обладая уникальными физическими данными, — Господчиков мне всегда напоминал былинного богатыря, облаченного в хоккейные доспехи, — он не был, к сожалению, наделен природой таким же крепким характером. Борьба с лишним весом, когда в предсезонный период он каждый раз «умирал» от нагрузок, с различными житейскими соблазнами отнимала у него много времени и сил. И еще об одном. Пригласить Господчикова мне рекомендовали наши ребята. И думаю, что ни они, ни сам Саша о его появлении в «Зорком» не пожалели».
— Евгений Манкос

## Достижения
«Волга»
 Бронзовый призёр чемпионата СССР: 1976/77 

 Чемпион СССР среди юниоров: 1975
«Зоркий»
 Чемпион СНГ: 1991/92 

 Чемпион России: 1992/93 

 Серебряный призёр чемпионата СССР: 1990/91 

 Бронзовый призёр чемпионата СССР (2): 1986/87, 1988/89 

 Обладатель Кубка СССР (4): 1986, 1989, 1990, 1991 

 Обладатель Кубка России: 1993 

 Обладатель Кубка европейских чемпионов: 1992 

 Обладатель Кубка мира: 1990
Сборная СССР/России
 Чемпион мира (3): 1985, 1989, 1991 

 Серебряный призёр чемпионата мира (2): 1981, 1993 

 Бронзовый призёр чемпионата мира: 1987 

 Победитель Международного турнира на приз газеты «Советская Россия» (2): 1984, 1986 

 Бронзовый призёр Международного турнира на приз газеты «Советская Россия»: 1990 

 Бронзовый призёр Международного турнира на призы Правительства России: 1992
Личные
- В списке 22-х лучших игроков сезона (8): 1984—1987, 1989, 1991—1993
- Лучший вратарь сезона (8): 1984—1987, 1989, 1991—1993
- Символическая сборная «Зоркого» за 40 лет: 2002

## Награды
- Медаль ордена «За заслуги перед Отечеством» II степени (26 января 1998) — За заслуги в области физической культуры и спорта, большой вклад в развитие отечественного хоккея с мячом[7].

### Комментарии
1. ↑  Количество игр за клуб(ы) в высшем дивизионе чемпионатов СССР/СНГ/России